# وید (کارولینای شمالی)
وید (به انگلیسی: Wade) شهری در ایالت کارولینای شمالی کشور ایالات متحده آمریکا است که دارای ۲۹۶۰ ساکن است.وید از توابع شهرستان سیسکیو واقع در ایالت کالیفرنیای شمالی می باشد.